# Passage Menasce

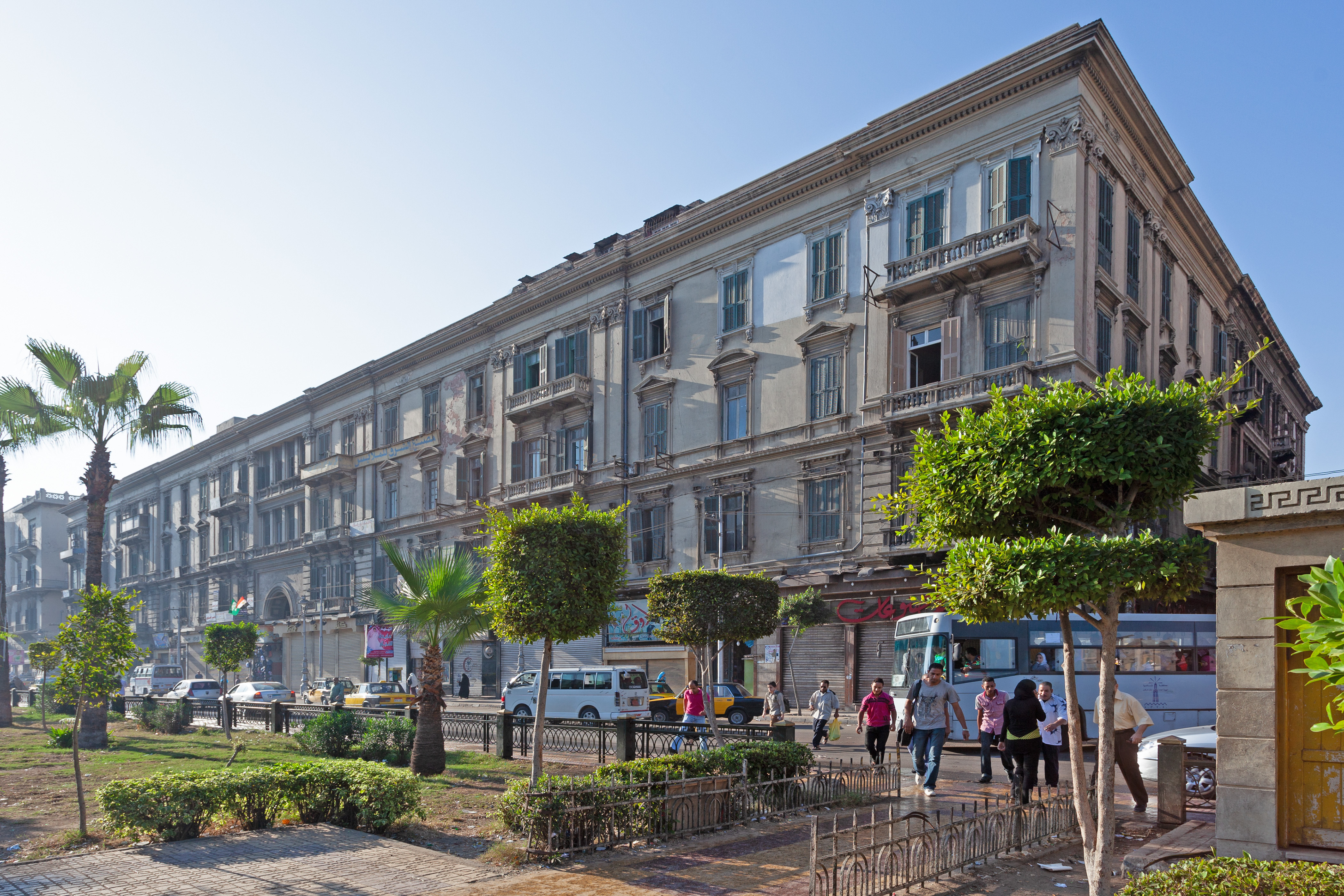
Einkaufsgalerie „Passage Menasce“

Die Passage Menasce ist eine nach dem Vorbild der Galleria Vittorio Emanuele II in Mailand erbaute Einkaufspassage in Alexandria in Ägypten. Architekt war Antonio Lasciac.

## Geschichte und Beschreibung
Die Passage wurde am Tahrir-Platz (früher Mohammed Ali Platz) erbaut und nach einem der Gründer der Sociéte Anonyme des Immeubles d'Égypte, dem Bankier Bohor Levi de Menasce, benannt, dem auch das Grundstück gehörte.
Der Bau wurde als sehr elegantes Haus beschrieben, das allen Ansprüchen moderner Lebensart genüge. Das große italienische Geschäftshaus („grand commercial Italian building“) in der ägyptischen Stadt wurde nach Entwürfen des italienischen Architekten Antonio Lasciac von 1883 bis 1887 im neubarocken Eklektizismus fertiggestellt. Mércedes Volait zeigt Grundriss und Bilder in einer Arbeit.